# Дерменджиев, Динко
Динко Цветков «Чико» Дерменджиев (болг. Динко Цветков Дерменджиев; 2 июня 1941, Пловдив — 1 мая 2019, Пловдив) — болгарский футболист и тренер. Заслуженный мастер спорта НРБ (1967 или 1968), спортсмен года Болгарии 1974, лучший футболист клуба «Ботев» XX века. Почётный гражданин Пловдива.

## Карьера
Практически всю свою карьеру провёл за «Ботев» из Пловдива, а начинал заниматься футболом в качестве вратаря клуба «Марица». За сборную Болгарии Динко провёл 58 матчей и забил 19 мячей. Был в составе сборной на трёх чемпионатах мира: 1962, 1966 и 1970. На последнем забил гол в ворота сборной Перу.
Признан лучшим футболистом «Ботева» XX века.
Дерменджиев стал одним из учредителей центристской партии Николая Барекова «Болгария без цензуры» (болг. България без цензура).
Умер в больнице после инсульта.

## Достижения
- Чемпион Болгарии: 1967;
- Обладатель Кубка Болгарии: 1962; финалист Кубка Болгарии: 1963, 1964;
- Обладатель второго результата в стране по количеству матчей, проведенных в национальном чемпионате — 447;
- Обладатель четвёртого результата в стране по количеству голов, забитых в национальном чемпионате — 194.

## Личная жизнь
Жену Дерменджиева зовут Мария. У них двое сыновей — Цветозар и Димитр.